# Tomasz Jaszczuk
Tomasz Jaszczuk (* 9. März 1992 in Siedlce) ist ein polnischer Leichtathlet, der sich auf den Weitsprung spezialisiert hat.

## Sportliche Laufbahn
Tomasz Jaszczuk trat erstmals im Jahr 2008 in landesweiten Wettkämpfen im Weitsprung an. Im Januar wurde er auf Anhieb polnischer U18-Hallenmeister. Zu Beginn seiner Leichtathletiklaufbahn trat er auch in Sprintstrecken bis 200 Meter an. Im Juli 2009 nahm er an den U1-Weltmeisterschaften in Brixen in Italien teil. Dabei sprang er im Finale 7,50 m und landete damit auf dem vierten Platz. Ein paar Wochen später wurde er auch in der Freiluft polnischer U18-Meister und das mit Bestleistung von 7,52 m. 2010 konnte er sich nicht steigern, erst 2011 gelang es ihm neue Bestleistungen aufzustellen. Den Höhepunkt dabei bildeten die U20-Europameisterschaften in Tallinn, bei denen er mit seinem ersten Sprung über die Acht-Meter-Marke die Silbermedaille gewann. Insgesamt brachte er es auf einen Sprung von 8,11 m. Seit 2012 tritt er bei den Erwachsenen an. Im Juni konnte er zunächst seinen ersten nationalen Titel gewinnen. Noch im selben Monat nahm er in Helsinki auch erstmals an den Europameisterschaften teil. Dabei zog er auf Anhieb in das Finale ein, in dem er mit 7,90 m den achten von insgesamt zwölf Plätzen belegte. Seit 2012 wurde Jaszczuk seitdem bislang insgesamt noch acht weitere Male polnischer Meister, fünfmal in Freiluft und dreimal in der Halle.
2013 nahm Jaszczuk an den U23-Europameisterschaften in Tampere teil, bei denen er den sechsten Platz belegte. 2014 verbesserte er seine Bestleistung zunächst auf 8,15 m, bevor er bei den Europameisterschaften in Zürich antrat. Dabei kam er im Finale auf 8,07 m und belegte damit den siebten Platz. In den folgenden zwei Saisons kam er nicht an seine Bestweiten heran. Erst 2017 konnte er im März bei den Halleneuropameisterschaften in Belgrad wieder an internationalen Meisterschaften teilnehmen. Nach erfolgreicher Qualifikation, sprang er im Finale persönliche Hallenbestleistung von 7,98 m, mit denen er Vierter wurde. Zwei Monate später sprang er auch in Freiluft persönliche Bestleistung mit einem Sprung auf 8,18 m Im August konnte er schließlich auch an den Weltmeisterschaften in London teilnehmen. Dabei scheiterte er allerdings deutlich bereits in der Qualifikation.
2018 nahm Jaszczuk im August an den Europameisterschaften in Berlin teil. Dabei sprang er im Finale die zweitgrößte Weite seiner Saison und konnte damit den fünften Platz belegten. 2019 nahm er erneut an den Halleneuropameisterschaften teil. Dabei kam er im Finale auf 7,80 m und wurde Sechster. Im August siegte er zusammen mit der polnischen Mannschaft bei der Team-Europameisterschaft in seiner polnischen Heimat. Zwei Monate später wurde er Siebter bei den Militärweltspielen in Wuhan.

## Wichtige Wettbewerbe
| Jahr              | Veranstaltung               | Ort               | Platz             | Disziplin         | Weite             |
| Startet für Polen | Startet für Polen           | Startet für Polen | Startet für Polen | Startet für Polen | Startet für Polen |
| ----------------- | --------------------------- | ----------------- | ----------------- | ----------------- | ----------------- |
| 2009              | U18-Weltmeisterschaften     | Brixen            | 4.                | Weitsprung        | 7,50 m            |
| 2011              | U20-Europameisterschaften   | Tallinn           | 2.                | Weitsprung        | 8,11 m            |
| 2012              | Europameisterschaften       | Helsinki          | 8.                | Weitsprung        | 7,90 m            |
| 2013              | U23-Europameisterschaften   | Tampere           | 6.                | Weitsprung        | 7,77 m            |
| 2014              | Europameisterschaften       | Zürich            | 7.                | Weitsprung        | 8,07 m            |
| 2017              | Halleneuropameisterschaften | Belgrad           | 4.                | Weitsprung        | 7,98 m            |
| 2017              | Weltmeisterschaften         | London            | 26.               | Weitsprung        | 7,64 m            |
| 2018              | Europameisterschaften       | Berlin            | 5.                | Weitsprung        | 8,08 m            |
| 2019              | Halleneuropameisterschaften | Glasgow           | 6.                | Weitsprung        | 7,80 m            |
| 2019              | Militärweltspiele           | Wuhan             | 7.                | Weitsprung        | 7,65 m            |

## Persönliche Bestleistungen
Freiluft
- Weitsprung: 8,18 m, 28. Mai 2017, Biała Podlaska

Halle
- Weitsprung: 7,98 m, 4. März 2017, Belgrad